# قائمة الخرائط في العصر الذهبي للإسلام
قائمة الخرائط في العصر الذهبي للإسلام هي قائمة لجمع الخرائط التي رسمها المسلمون في العصور الوسطى والعصر الذهبي للإسلام، إن القائمة جامعة لأشهر الخرائط المعروفة في الأوساط الأكاديمية، وقد تتواجد خرائط أخرى ليست ذائعة الصين بسبب قلة الجهود البحثية في هذا المجال.

## اختلاف المعايير
تباينت المعايير المتبعة في رسم الخرائط بين الأمم والحضارات، ولعلّ أبرز اختلافين بين معايير الخرائط الإسلامية والخرائط الغربية المعاصرة ما يلي:
1. الجهات والاتجاهات: كان المسلمون يضعون الجنوب في أعلى الخريطة والشمال في أسفلها، في حين أن الأوروبيين قد عدلوا هذا الترتيب ليصبح الشمال هو الذي في الأعلى. فاختاروا أن يكونوا في قمة العالم، وهو ما جعل اتجاهات الخرائط تتباين بين الطرفين.[1]
2. الإسقاطات: بما أن العالم ذو أبعاد ثلاثية، فإن إسقاطه على خريطة ثنائية الأبعاد يستدعي بالضرورة حدوث تشويه. اعتمدت الخرائط الأوروبية الحديثة على إسقاط مركاتور، الذي يُعنى بالمسافات والشكل العام للخرائط على حساب دقة حجم الدول. وقد نتج عن ذلك أن الدول القريبة من قطبي الأرض، سواء في الشمال أو الجنوب، تظهر بأحجام أكبر بكثير من بقية الدول، بينما تصبح الدول القريبة من خط الاستواء أصغر حجمًا من بقية الدول. ولذلك، فإننا نرى العالم الإسلامي والقارة الأفريقية تظهران أصغر من حجمهما النسبي بينما تظهر الدول الأوروبية أكبر من حجمها النسبي. أما المسلمون فلم يعتمدوا هذا الإسقاط، مما يظهر الفروق في الحجم عند المقارنة بين الخرائط.[2][3]

وظلت معايير الحضارة الإسلامية مُتَّبعة في رسم الخرائط، حتى دخول الدولة العثمانية وتأثرها الكبير بأوروبا حوالي القرن 16-17.

## القائمة
| الخريطة                                                   | المؤلف                       | القرن الميلادي | القرن الهجري | صورة من الخريطة | نوع الخريطة          | ملاحظات | مصادر                |
| --------------------------------------------------------- | ---------------------------- | -------------- | ------------ | --------------- | -------------------- | --- | -------------------- |
| خريطة المسعودي                                            | المسعودي                     | 10             | 4            |                 | العالم               | يتضمن أطلس المسعودي للعالم قارةً تقع غرب العالم القديم، قد تكون إشارةً للقارتين الأمريكيتين، وذلك لأنه أورد في كتابه مروج الذهب خبرًا عن إبحار خشخاش بن سعيد بن أسود للمحيط الأطلسي ووصوله إلى قارةٍ هناك | [ 4 ] [ 5 ]          |
| خرائط كتاب غرائب الفنون وملح العيون                       | مجهول                        | 11             | 5            |                 | متعددة               | توجد 17 خريطة في الكتاب، بعضها محلي مثل خريطة صقلية، وبعضها طبوغرافي مثل خريطة نهر جيحون، بالإضافة إلى خريطتين للعالم                                                                                 | [ 6 ]                |
| خريطة الإدريسي                                            | الإدريسي                     | 12             | 6            |                 | العالم               | من كتابه نزهة المشتاق في اختراق الآفاق، وفيها خرائط عديدة ووصف لعدة بلدان، منها وصفه إلى فنلندا | [ 7 ] [ 8 ]          |
| خريطة ابن حوقل                                            | ابن حوقل                     | 10             | 4            |                 | متعددة               | من كتابه صورة الأرض | [ 1 ] [ 9 ]          |
| الخريطة المأمونية                                         | سبعون عالمًا منهم الخوارزمي   | 9              | 3            |                 | العالم               | | [ 10 ]               |
| كتاب صورة الأرض من المدن والجبال والبحر والجزائر والأنهار | الخوارزمي                    | 9              | 3            |                 | العالم               | تفصيل للمحيط الهندي من إعادة بناء حديثة لجزء من خريطة العالم للخوارزمي، والتي تظهر جزيرة الجوهرة الواقعة خلف شبه الجزيرة الشرقية البعيدة.                                                             | [ 11 ]               |
| خريطة الزهري                                              | محمد بن أبي بكر الزهري       | 12             | 6            |                 | العالم               | | [ 12 ]               |
| خريطة الفزري                                              | محمد إبراهيم الفزاري         | 9              | 3            |                 | العالم               | | [ 12 ]               |
| خريطة نزهة القلوب                                         | حمد الله مستوفي              | 14             | 8            |                 | متعددة               | | [ 13 ]               |
| خريطة البلخي                                              | أبو زيد البلخي               | 10             | 4            |                 | العالم               | |                      |
| خريطة الإصطخري                                            | الإصطخري                     | 9              | 3            |                 | متعددة               | خريطته هنا هي للجزيرة الفراتية والعراق | [ 14 ] [ 15 ] [ 16 ] |
| خريطة تاريخ غزيدة                                         | حمد الله المستوفي            | 13             | 7            |                 | العالم               | خريطة تحتوي على إحداثيات خطوط الطول | [ 17 ]               |
| خريطة الجيهاني                                            | الجيهاني                     | 10             | 4            |                 |                      | |                      |
| خريطة البتاني                                             | محمد بن جابر بن سنان البتاني | 10             | 4            |                 |                      | |                      |
| خريطة ابن خرداذبة                                         | ابن خرداذبة                  | 9              | 3            |                 |                      | |                      |
| خريطة المقدسي                                             | شمس الدين المقدسي            | 10             | 4            |                 |                      | |                      |
| خريطة كتاب خريدة العجائب                                  | ابن الوردي (على قول البعض)   | 14             | 8            |                 | العالم               | |                      |
| خريطة علي مكر ريس                                         | علي مكر ريس                  | 16             | 10           |                 | متعددة               | رسم 7 خرائط، ست منها إقليمية، وواحدة عالمية |                      |
| خريطة بيري ريس                                            | بيري ريس                     | 16             | 10           |                 | العالم               | رسم خريطتين للعالم | [ 18 ] [ 19 ]        |
| خرائط حاجي خليفة                                          | حاجي خليفة                   | 18             | 12           |                 | متعددة               | توجد معظمها في كتابه صورة العالم | [ 20 ]               |
| خرائط إبراهيم متفرقة                                      | إبراهيم متفرقة               | 18             | 12           |                 | متعددة               | بعضها محلي مثل خريطة اليابان الموجودة هنا | [ 21 ] [ 22 ] [ 23 ] |
| خريطة محمود الكاشغري                                      | محمود الكاشغري               | 11             | 5            |                 | تركستان              | من كتابه ديوان لغات الترك، وتركستان موطن هي الأتراك الأصلي في آسيا الوسطى | [ 24 ] [ 25 ] [ 26 ] |
| خريطة تاريخ الهند الغربي                                  | مجهول                        | 18             | 12           |                 | القارتان الأمريكيتان | هي خريطة عثمانية للقارتين الأمريكيتين، وقد سُميَت الهند الغربية بسبب الترجمات الأوروبية، وتُعرف في المكتبات الغربية بـ(Tarih-i Hind-i Garbi Map)                                                         | [ 27 ] [ 28 ]        |